# 十月八日革命运动

十月八日革命运动旗帜

十月八日革命运动（葡萄牙語：Movimento Revolucionário Oito de Outubro，缩写为MR8）是巴西的一个已不存在的共产主义组织。该组织成立于1960年代末，由巴西的共产党的一些成员建立，他们对党中央决定不参加武装对抗军政府的斗争不满。该组织成立后，积极开展城市游击战，反对军政府的独裁统治，一直持续到1985年。1990年代末，该组织开始改变其原来强烈反对其他左翼党派的做法。2002年，该组织支持劳工党领袖路易斯·伊纳西奥·卢拉·达席尔瓦竞选巴西总统。在同一时期，该组织的民族主义倾向日益增长。2009年4月21日，该组织的成员创建自由祖国党，该组织则转变为“社会运动”。该组织出版双周刊《人民时代》。该组织曾派代表出席国际共产主义研讨会。该党的青年翼是十月八日革命青年。